# Rio Klamath
O rio Klamath (em inglês:  Klamath River), com aproximadamente 400 km de extensão, é um dos principais e mais extensos rios do sul do Oregon e do norte da Califórnia nos Estados Unidos. Ele escoa um vale árido em seu curso superior e passa velozmente pelas montanhas em seu curso inferior, antes de chegar à foz no Oceano Pacífico. O Klamath é um dos três únicos rios que cruzam a Cascade Range (sendo os outros dois o rio Colúmbia e o rio Pit).